# モンテロ
モンテロ（Montero）は、ボリビアのサンタ・クルス県にある市。

## 概要
サンタ・クルス・デ・ラ・シエラから50kmに位置し、人口は90,837人（2005年推定値）。サンタ・クルス県はボリビア国内で近年人口の伸びが著しいが、モンテロはその中でも最も人口増加率が高い市である。
ボリビア国内では砂糖とアルコールの生産地として有名で、「グアビラ (Guabirá)」という製糖工場がある。その他には、大豆、綿花、トウモロコシ、米などの農産物もとれる。

## 歴史
1912年12月4日に法律でモンテロという町の名前が制定された。この名前は、独立戦争とインガビの戦いで活躍したマルセリアーノ・モンテーロ大佐 (Coronel Marceliano Montero)にちなんでつけられたものである。1986年12月3日に市に昇格した。

## 気候
年平均気温は24.5度で、若干乾燥しているが温暖な気候である。7月が最も寒い時期で、12月が最も暑くなる。